# Paula Dvorak
Paula Dvorak (née le 8 août 1913 à Vienne, morte le 24 septembre 1995 dans la même ville) est une monteuse autrichienne.

## Biographie
Paula Dvorak travaille après sa formation comme assistante monteuse de films culturels et documentaires jusqu'en 1945. Après la guerre, elle est sur des films de divertissement de réalisateurs habitués.
Son travail le plus important est le dernier film de Helmut Käutner, Le Dernier Pont, en collaboration avec sa collègue Hermine Diethelm.
Du milieu des années 1950 jusqu'en 1961, Paula Dvorak est présente dans les productions de Paula Wessely en compagnie de Annemarie Reisetbauer.
Paula Dvorak travaille également occasionnellement pour la télévision, comme le téléfilm avant-gardiste Kaiser Joseph und die Bahnwärterstochter d'Axel Corti.

## Filmographie

### Cinéma
- 1950 : Kind der Donau (de)
- 1951 : Un sourire dans la tempête
- 1952 : Verlorene Melodie
- 1953 : Une nuit à Venise (de)
- 1954 : Le Dernier Pont
- 1955 : La Patronne de la Couronne d'or (de)
- 1955 : Trois hommes dans la neige
- 1956 : Liebe, die den Kopf verliert
- 1956 : Rosmarie kommt aus Wildwest
- 1956 : Wo die Lerche singt
- 1957 : Noch minderjährig
- 1957 : Wie schön, daß es dich gibt
- 1958 : Unter Achtzehn
- 1958 : Eva küßt nur Direktoren
- 1958 : Le Labyrinthe de l'amour (Frauensee) de Rudolf Jugert
- 1958 : Im Prater blüh'n wieder die Bäume
- 1959 : Die unvollkommene Ehe
- 1959 : Mikosch im Geheimdienst (de)
- 1961 : Jedermann (de)
- 1961 : Geständnis einer Sechzehnjährigen
- 1961 : Verdammt die jungen Sünder nicht
- 1961 : Morgen beginnt das Leben (de)
- 1962 : Das haben die Mädchen gern
- 1962 : Der rote Rausch
- 1962 : Wenn beide schuldig werden
- 1963 : Herzog Blaubarts Burg
- 1963 : Les filles aiment ça !
- 1963 : Interpol contre stupéfiants
- 1964 : Der Verschwender
- 1964 : Die ganze Welt ist himmelblau
- 1965 : 3. November 1918
- 1965 : Les joyeuses commères de Windsor
- 1967 : Le Grand Bonheur

### Télévision

#### Téléfilms
- 1962 : Kaiser Joseph und die Bahnwärterstochter
- 1968 : Die Erben von Papas Kino
- 1970 : Fall Regine Krause
- 1971 : Gestrickte Spuren
- 1972 : Die Fledermaus
- 1972 : Wiener Blut